# Фосетт, Николь
Николь Мари Фосетт (англ. Nicole Marie Fawcett, род. 16 декабря 1986 года, Сан-Антонио, штат Техас, США) — американская волейболистка, диагональная нападающая. Чемпионка мира 2014.

## Биография
Родилась в Сан-Антонио (Техас) в семье Роберта и Ким Фосетт. В детстве с семьёй переехала в город Зейнсфилд (штат Огайо), Волейболом начала заниматься в школе «Бенджамин Логан» города Бельфаунтена (Огайо). В 2005 году поступила в Университет штата Пенсильвания, с волейбольной командой которого «Ниттани Лайонс» дважды становилась чемпионкой Национальной ассоциации студенческого спорта (англ. National Collegiate Athletic Association, сокр. NCAA).
С 2009 года выступала в Пуэрто-Рико, России, Бразилии, Китае, Южной Корее, Италии и Турции. Выигрывала «золото» чемпионатов Китая (2012) и Бразилии (2018). 14 февраля 2013 года в матче чемпионата Южной Кореи между командами «Соннам Корея Экспрессвэй» и «Хвасон ИБК» Фосетт установила мировой рекорд результативности, набрав за игру 55 очков.
В 2003 году в составе юниорской сборной США приняла участие в чемпионате мира среди девушек (4-е место), а в 2004 в составе молодёжной сборной США стала победителем молодёжного чемпионата NORCECA.
В 2009—2015 выступала за национальную сборную США, в составе которой в 2014 году выиграла «золото» чемпионата мира, становилась победителем и призёром других международных соревнований мирового и континентального уровня.
В 2020 году Николь Фосетт завершила игровую карьеру и назначена ассистентом главного тренера команды штата университета Огайо. В 2024 вошла в тренерский штаб ВК «Остин», выступающей в League One Volleyball (LOVB) — профессиональной лиге США.

### Клубная карьера
- 2005—2008 —  «Ниттани Лайонс» (Стейт-Колледж);
- 2009 —  «Хигантес де Каролина» (Каролина);
- 2010 —  «Динамо-Янтарь» (Москва);
- 2010—2011 —  «Минас» (Белу-Оризонти);
- 2011 —  «Льянерас де Тоа-Баха» (Тоа-Баха);
- 2011—2012 —  «Гуандун Эвергрэнд» (Шэньчжэнь);
- 2012—2014 —  «Соннам Корея Экспрессвэй Хай-Пасс» (Соннам);
- 2014 —  «Леонас де Понсе» (Понсе);
- 2014—2015 —  «Соннам Корея Экспрессвэй Хай-Пасс» (Соннам);
- 2015—2016 —  «Фуцзянь Аньси Тэкуаньинь» (Фуцин);
- 2016 —  «Игор Горгондзола» (Новара);
- 2016 —  «Сарыер» (Стамбул);
- 2017 —  «Имоко Воллей» (Конельяно);
- 2017—2020 —  «Дентил/Прая Клубе» (Уберландия).

## Достижения

### Со сборными США
- чемпионка мира 2014.
- бронзовый призёр Кубка мира 2015.
- серебряный призёр Всемирного Кубка чемпионов 2013.
- двукратный победитель Мирового Гран-При — 2010, 2015;
- чемпионка Панамериканских игр 2015.
- двукратная чемпионка NORCECA — 2013, 2015.
- двукратный победитель розыгрышей Панамериканского Кубка — 2012, 2013;
  - бронзовый призёр Панамериканского Кубка 2011.
- серебряный призёр Кубка «Финал четырёх» NORCECA 2009.
- чемпионка NORCECA среди молодёжных команд 2004.

### С клубами
- двукратная чемпионка Национальной ассоциации студенческого спорта (NCAA) — 2007, 2008.
- серебряный (2014) и бронзовый (2009) призёр чемпионатов Пуэрто-Рико.
- чемпионка Китая 2012.
- серебряный призёр чемпионата Южной Кореи 2015.
- бронзовый призёр чемпионата Италии 2017.
- чемпионка Бразилии 2018;
  - серебряный призёр чемпионата Бразилии 2019.
- двукратный серебряный призёр розыгрышей Кубка Бразилии — 2018, 2019.
- обладатель Суперкубка Бразилии 2018.

- серебряный призёр Лиги чемпионов ЕКВ 2017.
- двукратный серебряный призёр клубных чемпионатов Южной Америки — 2019, 2020.

### Индивидуальные
- 2008: MVP и лучшая диагональная нападающая чемпионата NCAA.
- 2013: MVP и лучшая на подаче Панамериканского Кубка.
- 2015: MVP и лучшая диагональная нападающая чемпионата Южной Кореи.
- 2015: лучшая диагональная нападающая Панамериканских игр.
- 2015: MVP чемпионата NORCECA.
- 2019: лучшая диагональная нападающая чемпионата Бразилии.